# Bogdan Jendrysik
Bogdan Jendrysik – polski bokser amatorski, trzykrotny mistrz Polski (1991, 1994, 1995) w kategorii muszej, triumfator 10. edycji turnieju o Czarne Diamenty (1984). Podczas swojej kariery amatorskiej reprezentował barwy klubu Górnik Wesoła, Legia Warszawa, Walka Zabrze.

## Kariera amatorska
W 1980 r. pierwszy raz pojawił się na sali Górnika Wesoła i trafił pod opiekę Jana Ryla. Przez kolejne osiem sezonów Bogdan Jendrysik boksował w barwach Górnika Wesoła. W grudniu 1984 roku został zwycięzca turnieju o czarne diamenty, który odbywał się Zabrzu. Rywalizujący w najniższej kategorii wagowej Jendrysik pokonał w finale tych zawodów Adama Błaszczaka. W 1985 roku rywalizował na mistrzostwach Polski seniorów oraz mistrzostwach Polski do lat 19, gdzie zajął kolejno trzecie oraz drugie miejsce w kategorii papierowej. W finale mistrzostw do lat 19 przegrał z zawodnikiem Gwardii Warszawa Sławomirem Miedzińskim. W 1988r. o Bogdana Jendrysika upomniało się wojsko. W ten sposób dotychczasowy zawodnik Górnika Wesoła zasilił barwy Legii Warszawa na okres do końca 1989r. Trenując na Łazienkowskiej wychowanek Jana Ryla miał możliwość pogłębiania swojej pięściarskiej wiedzy od takich mistrzów trenerskiego fachu jak: Wiesław Rudkowski, czy Sylwester Kaczyński oraz wspólnego trenowania z reprezentującymi barwy stołecznych wojskowych medalistami mistrzostw Polski, Europy czy świata, a także Igrzysk Olimpijskich.
W 1991 roku po raz pierwszy został mistrzem Polski seniorów w kategorii muszej. W finale pokonał nieznacznie na punkty (3:2) Krzysztofa Wróblewskiego. W tym samym roku reprezentował Polskę na mistrzostwach Europy w Göteborgu. Rywalizację zakończył na ćwierćfinale, przegrywając w nim z reprezentantem Bułgarii Daniełem Petrowem.
W roku 1994 ponownie został mistrzem Polski w kategorii muszej, pokonując w finale Juliusza Sobczaka. Tytuł obronił rok później, pokonując na punkty Leszka Olszewskiego.

### Inne rezultaty
- Trofeo Italia, Mestre, 1993 - II miejsce[8]
- TSC Tournament, Berlin, 1992 - III miejsce[9]
- Turniej im. Feliksa Stamma, Warszawa, 1986 - III miejsce'[10]
- Turniej im. Feliksa Stamma, Warszawa, 1989 - III miejsce[11]
- Mistrz Polski, seniorów waga 51kg,Słupsk, 1991r.
- Czarne Diamenty, Zabrze, 1984r